# Genul liric

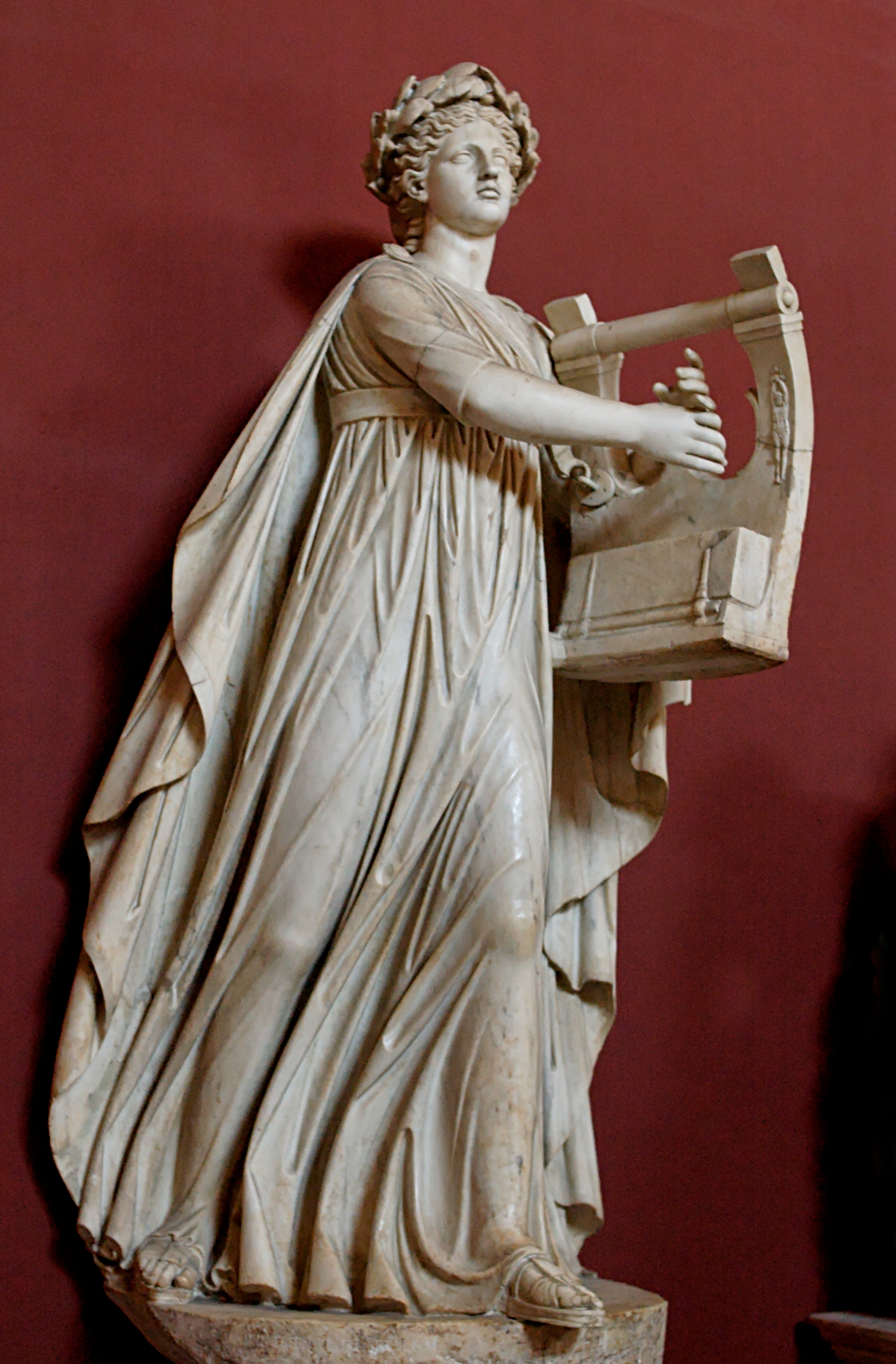
Apollo kitharoidos, ținând kithara și conducând muzele; secolul al II-lea; marmură; Muzeele Vaticanului (Vatican)

Genul liric cuprinde operele literare în care autorul își exprimă gândurile, ideile și sentimentele prin intermediul eului liric. În genul liric domină viziunea și transfigurarea artistică, autorul apelând la tehnici aluzive si asociative, creând un univers de mare forță de sugestie care se adresează sensibilității cititorului. Este, din acest motiv, genul literar al discursului subiectiv, exprimând sentimentele prin intermediul figurilor de stil și al simbolurilor. De obicei, discursul genului liric este la persoana I, dar este folosită și persoana a II-a. Opera lirică poate fi cultă (are autor cunoscut sau are originalitate) sau populară (are caracter anonim, colectiv, oral).
Lirismul este o tonalitate, un registru artistic, care pune accentul pe expresia poetică și elevată a sentimentelor personale, a pasiunii.
Cuvântul liric iși are originea în cuvântul liră, instrument muzical cu coarde, care este considerat atributul lui Apollo, inventatorul său legendar, dar și al lui Orfeu, sau Erato, muza antică a poeziei lirice și erotice reprezentată ca fiind încoronată cu trandafiri și mirt și purtând o liră în mâna dreaptă. Poeziile se recitau într-un cadru formal, pe monodiile ce răsunau din lira artistului erudit. Ritmul nu constituia o speculație matematică, ci se desprindea din metrica versului, și astfel piciorul metric al acestuia genera gruparea ritmica ce putea fi alcătuită din 2,4,8 timpi (piric, spondeu, dactil, anapest etc.) sau din 3,6,9 timpi (iamb, troheu, tribrah etc.).
Adjectivul liric apare pentru prima dată în secolul al XV-lea, în legătură cu poezia greacă antică și păstrează o relație de lungă durată cu muzica ce încă mai există în expresia artă lirică. Atașat totodată la unele forme ale poeziei sec. al XVI-lea, cuvântul liric va defini o expresie subiectivă ce ține mai degrabă de sentimente particulare (individuale), în opoziție cu poezia epică sau poezia dramatică (care a inclus tragedia ca și comedie).
Lira era însemnul lui Apollo, zeul luminii, al muzicii și al poeziei la greci. În Grecia Antică acompaniamentul de liră atrăgea muzele ce amplificau spiritul creativ. De-abia în epoca modernă, poezia lirică a ajuns să însemne creație literară ce exprimă sentimente sau atitudini. Treptat, lirismul s-a identificat cu poezia, supusă unor mijloace formale cum sunt versul, strofa, ritmul sau rima.
În literatura contemporană nu se mai poate vorbi de o asociere între genul liric și poezie, existând și opere lirice în proză. Mai mult chiar, în cadrul poeziilor se distinge un amestec al lirismului cu epicul și există o tendință de distrugere a regulilor rigide de versificație.

## Specii ale genului liric
- Elegia este un poem liric al cărui ton e adesea tandru, trist și melancolic. În secolul al XV-lea, elegia tindea să dobândească un caracter filozofic. Exemple de autori de elegii: Tibul, Ovidiu, Goethe, Aleksandr Pușkin etc.
- Epigramă: este o specie a poeziei lirice, de proporții reduse, de obicei catren, care satirizează elementele negative ale unui caracter omenesc, ale unei situații etc. și se termină printr-o poantă ironică, mușcătoare, la adresa unui personaj, a unui fapt etc. Autori: Grigore Alexandrescu.
- Epistolă: specie literară, mai ales în versuri, aparținând poeziei didactice sau satirice, în care se tratează un subiect filozofic, moral, artistic, etc. sub formă de scrisoare adresată unei persoane reale sau imaginare. Autori: Grigore Alexandrescu, Cincinat Pavelescu, Păstorel Teodoreanu etc.
- Oda este un poem cântat la vechii greci. Sub acest nume generic este cunoscută întreaga creație lirică cântată. Încă din antichitate se pot depista diferite tipuri de odă: oda religioasă (exprimând sentimente sacre), oda eroică (în care corul exprimă admirația și entuziasmul față de o personalitate remarcabilă), oda triumfală (în cinstea atleților învingători la concursurile organizate), oda anacreontică (care și-a primit numele de la creatorul ei, Anacreon). Din acest motiv, oda se desprinde din ansamblul ceremonialurilor organizate în cinstea zeilor. La moderni, oda este un poem liric de înaltă inspirație, compus din strofe simetrice. Asemenea cântecelor corului antic, oda avea o compoziție tragică[3] (exemple: Victor Hugo, Pușkin).
- Pastelul este un termen provenit din limba germană semnificând pictura cu creioane moi. De la pictura în pastel termenul s-a extins în literatură, definind delicatețea unei descrieri lirice. Exemplu: Vasile Alecsandri - ciclul „Pasteluri”.
- Meditația (filozofică) este o specie a genului liric în versuri în care e descris un fenomen din natură ale cărui concluzii devin valabile și pentru oameni, fiind alcătuită  dintr-o suită de reflecții asupra lumii și vieții.[3] Exemple Grigore Alexandrescu, Mihai Eminescu etc.
- Satira este o operă în general în versuri, (exemple Grigore Alexandrescu, „Satiră Duhului meu”).
- Pamfletul este o specie a genului liric în care sunt criticate defectele unei persoane, societății cu intenția îndreptării. Poate fi în proză sau în versuri (exemple Ion Heliade Rădulescu, Grigore Alexandrescu).
- Sonetul este o piesă lirică alcătuită din paisprezece versuri cu aceeași măsură dispusă în două catrene cu rimă îmbrățișată. Este o poezie cu formă fixă cea mai frecventată (exemple Dante Alighieri, Petrarca, Leonardo da Vinci, Michelangelo etc.)
- Rondelul este o poezie cu formă fixă alcătuită din trei catrene și un vers izolat. Versurile unu și doi sunt identice cu versurile șapte și opt. (exemplu: Alexandru Macedonski)
- Gazelul este o poezie cu formă fixă alcătuită din strofe cu două versuri; originară din literaturile orientale, ajunge în Europa la începutul secolului al XIX-lea (exemple: Hafez, Saadi, Fuzûlî, Goethe, George Coșbuc, Mihai Eminescu).
- Glosa s-a născut în Spania secolului al XV-lea. Este o specie a genului liric cu formă fixă. Prima strofă este alcătuită din patru, șase, sau opt versuri ce conțin tema de bază. Fiecare vers e comentat într-o strofă specială de aceeași mărime cu prima. Ultima strofă o reproduce pe prima cu ordinea inversată a versurilor (exemplu: Mihai Eminescu, „Glossă”).
- Romanța are un aspect erotic, sentimental, duios, melancolic. Este dedicată celebrării faptelor istorice vitejești, sau conțin exclamații ori chemări.
- Imnul este un cântec de preamărire a divinității, conține cuvinte de importanță națională și are un caracter solemn.
- Doina este o creație lirică specifică poporului român, în care se exprimă în mod direct sentimentele de dor, de jale, de înstrăinare, de revoltă, de cătănie, de haiducie, de tristețe, de iubire, de regret etc.
- Idila este o specie a liricii peisagiste și erotice, din sfera poeziei bucolice, care prezintă în chip optimist și idealizat iubirea, într-un cadru rustic, sentimentul de dragoste fiind ilustrat prin imagini artistice și figuri de stil, cu tablouri din natură și puternice trăiri interioare.
- Haiku este un gen de poezie cu formă fixă, tradițional japoneză, alcătuită din 17 silabe repartizate pe trei versuri formate din 5, 7, 5 silabe.
- Tanka este un alt gen de poezie japoneză, cu formă fixă, anume cinci versuri care însumează 31 de silabe de 5+7+5 +7+7, respectiv. Ea trebuie să conțină cel puțin un cuvânt care să trimită la anotimpuri, natura fiind un veritabil obiect de cult (Japonia este „țara cireșilor în floare”, dar acești cireși nu rodesc, rostul lor este să ofere ochilor cascade de flori).[4]